# Bjorli
Bjorli är en ort i Lesja kommun i Innlandet fylke i Norge. Orten ligger i den översta delen av Romsdalen, vid Europaväg 136 och Raumabanan, på norra sidan av älven Rauma.